# ゲルリンゲン
ゲルリンゲン (ドイツ語: Gerlingen, ドイツ語発音: [ˈgɛrlɪŋən]) は、ドイツ連邦共和国バーデン＝ヴュルテンベルク州シュトゥットガルト行政管区のルートヴィヒスブルク郡に属す市である。この街は州都シュトゥットガルトの北西約 10 km に位置している。この街は、シュトゥットガルト地域（1992年まではミットレラー・ネッカー地域）およびシュトゥットガルト大都市圏に含まれる。

## 地理
ゲルリンゲンは、ルートヴィヒスブルク郡の南端、海抜 336 m に位置する。

### 市の構成
自治体としてのゲルリンゲン市には、ゲルリンゲン市、ゲーエンビュール市区、シラーヘーエ市区とハウス・ボプザー、ハウス・フォルヒェンライン、ハウス・ゲルリンガー・ハイデ、ハウス・グレムスタール、ハウス・クルムバッハタール、ハウス・シュテッカハ、離村のハウゼン・アム・ゲルリンガー・ゼー、ヘーフェルレ、リヒテンベルクが含まれる<。

### 隣接する市町村
ゲルリンゲンは、北はディッツィンゲン（ルートヴィヒスブルク郡）、東は郡独立市の州都シュトゥットガルト（ハウゼン市区、ギーベル市区、ベルクハイム市区、ゾリトゥーデ市区、ヴィルトパルク市区、ビュスナウ市区）、西はレオンベルク（ベーブリンゲン郡）と境を接している。

### 土地利用
| 土地用途別面積     | 面積 (km2) | 占有率 |
| ------------------ | ---------- | ------ |
| 住宅地および空き地 | 2.06       | 12.1 % |
| 産業用地           | 0.59       | 3.5 %  |
| レジャー用地       | 0.24       | 1.4 %  |
| 交通用地           | 1.39       | 8.2 %  |
| 農業用地           | 4.18       | 24.6 % |
| 森林               | 7.99       | 47.0 % |
| 水域               | 0.05       | 0.3 %  |
| その他の用地       | 0.51       | 3.0 %  |
| 合計               | 17.01      |        |

州統計局の2018年現在のデータによる。

### 自然環境
市域は、自然地域上2つの異なる部分に分けられる。北部はネッカー盆地の南西部、特に南シュトローゴイの南辺縁部およびランゲン・フェルトにあたる。ランゲン・フェルトは、黄土に覆われており、入植が広がる以前から主に農業に利用された肥沃な土地（ゴイ）である。南部は、グレムス川上流域まで北グレムスヴァルトのコイパーの高地が広がる。この部分は北部の斜面を除いてほとんど人は住んでおらず、両生類の重要な繁殖地であるクルムバッハタールがある。市の西の市境をなしている斜面は、ゲルリンガー・ハイデ自然保護区に指定されている。

## 歴史

### 先史時代、古代
旧石器時代すでに、ゲルリンゲンの市域に人が住んでいたかどうかは明らかでない。この時代の唯一の出土品が、1955年の河川改修工事で発見されたマンモスの歯の3つの断片である。最初の定住を湿す痕跡は、新石器時代初期の線帯文土器文化の定住地跡である。1972年に火打ち石、石器、骨を加工した道具や粘土片が残る集落跡が発掘され、ゲルリンゲンはヴュルテンベルク最古の線帯文土器文化時代の村であるとされた。出土品の中に、おそらく東ヨーロッパで製作された、注目に値する小さな靴があった。1994年に「ヒンケルシュタイン文化」および「グロースガルタッハー文化」（紀元前4800年 - 紀元前4600年頃）の遺跡が発見された。紀元前4700年から紀元前4300年頃には「レッセナー文化」の集落があった。この出土品から、現在のゲルリンゲンの市域は、紀元前5世紀末にはいわゆる「シュヴィーバーディンガー文化」の地域に含まれていたと推測される。「シュヴィーバーディンガー文化」はその後、おそらく中央ヨーロッパから広がった「ミヒェルスベルガー文化」と呼ばれる文化によって駆逐された。早くも1935年のアウトバーン建設工事の際に、この文化に由来する陶器片が発見されている。わずかな陶片だけが青銅器時代にもゲルリンゲンの市域に集落が存在し続けていたことを示している。しかし、犂によって荒らされた骨壺埋葬地が、シュトローゴイにおいても埋葬方法が新しい時代に移行したことを示している。骨壺墓地文化は、考古学においては、青銅器時代の終わりを告げるものである。
紀元前5世紀にブリテン島にまで広がった新しい民族グループは、紀元前6世紀にはすでに南西ドイツに達していたことが証明されている。このグループがケルト人である。ゲルリンゲンからわず数 km しか離れていないホーホドルフで発見されたケルト人領主の墓が有名である。このケルト人領主はハルシュタット時代に分類され、ゲルリンゲンにもその痕跡が遺されている。建設工事で大きく破壊されているものの、この時代の3つの集落と1つの墓地が存在する。ハルシュタット時代に続くラ＝テーヌ時代にも、集落が存続していたことが陶片によって証明された。

### ローマ人とアレマン人の時代
ローマ人もゲルリンゲンにそびえるシラーヘーエの麓に定住した。ローマ人の定住を証明するのが、1840年に発見された2つのローマの荘園跡である。あまり人目を引かない壁跡、泉、ローマ時代の製陶所跡の他、床暖房の遺構も見られる。
南西ドイツにおけるローマの覇権は259年から260年のアレマン人の襲来によって幕を閉じた。1880年の墓地の発掘により、ゲルリンゲンにもアレマン人が定住したことが明らかとなった。発見された剣、槍の穂先や装身具がその存在を証明している。

### 中世初期
ゲルリンゲン集落の「近代的な」歴史を示す最初の証拠は、ロルシュ修道院に寄進された際に  Gerringen という表記でなされたロルシュ文書の797年の記録である。814年にも別の寄進の記録がある。修道院は902年にシュトローゴイの所領とレギンボドが所有していたフィールンハイムの大きな農場とを交換した。

### 中世
ゲルリンゲンの市域は中世には、カルフ伯の家人にあたる騎士の一族に属していた。1100年に Benso de Gerringen（Gerringen はゲルリンゲン (Gerlingen) の古い表記）という名前がヒルザウアー文書にある。1120年頃にはアーダルベルトゥスが記載されている。1150年にはトスカーナ辺境伯ヴェルフ6世のレーエン家臣ヴォルトヴィヌスの名前が登場する。14世紀にその存在が知られている Gerringen 騎士家に与えられた紋章は、1937年に街の紋章に組み込まれた。居城のリヒテンベルク城はゲルリンゲンの高台に築かれ、伝承によれば1311年/1312年に包囲戦を持ちこたえた。リヒテンベルク城の城跡は、1827年の地図に見られるとおり、19世紀まではまだ見ることができた。
ゲルリンゲンは、14世紀半ばにヴュルテンベルクのフォークタイ（代官区）・レオンベルクに編入され、1347年に最初のフォークト（代官）が史料に記録されている。税もレオンベルクに納めなくてはならなかったことが、「レオンベルガー・ウアバーレン」（直訳: レオンベルク台帳）に記録されている。習俗や権利については「ゲルリンガー・ドルフブーフ」（直訳: ゲルリンゲン地誌）に記されている。1485年から現存している文書には、移住や結婚の費用に関して情報を提供している。ゲルリンゲンには1559年から独自の学校があった。

### 17世紀
1622年7月、ゲルリンゲン村に三十年戦争が及んだ。14世紀からゲルリンゲンが属しているレオンベルク地区の兵士が徴兵され、マウルブロン近郊で国境警備の兵役に就かされ、皇帝軍の元帥ティリー伯の荒々しい軍勢と血みどろの戦いの中でまみえることとなった。行軍したり宿営したりする兵士もゲルリンゲンを無傷のままにはしておかなかった。1634年から1638年までカトリックの皇帝軍将軍マティアス・ガラスがオーバーアムト・レオンベルクを占領し、ゲルリンゲンの金や物資が徴発された。さらにペストが、特に1635年に猛威を振るい、多くのゲルリンゲン住民が死亡した。戦争とペストを合わせてゲルリンゲンで約 800人が命を落とした。この街が三十年戦争以前の人口に復したのは170年後のことであった。その結果生み出された悲惨さは、1648年に「予言者」ハンス・カイルを登場させ、その話はベンケルゼンガー（放浪歌手）によって南ドイツ全域の市場で広がっていった。1669年に、三十年戦争後の生活苦を反映してゲルリンゲンの住民フェーデが起こった。この暴動は、十分の一税の管理運営について地方当局が不正を行っていると疑ったことに起因するものであった。魔女狩りも1672年からゲルリンゲンで行われた。精神的に病んだ16歳の少女マルガレータ・ブッツェンバッハ被告に対しては、比較的寛大な判決が下された。

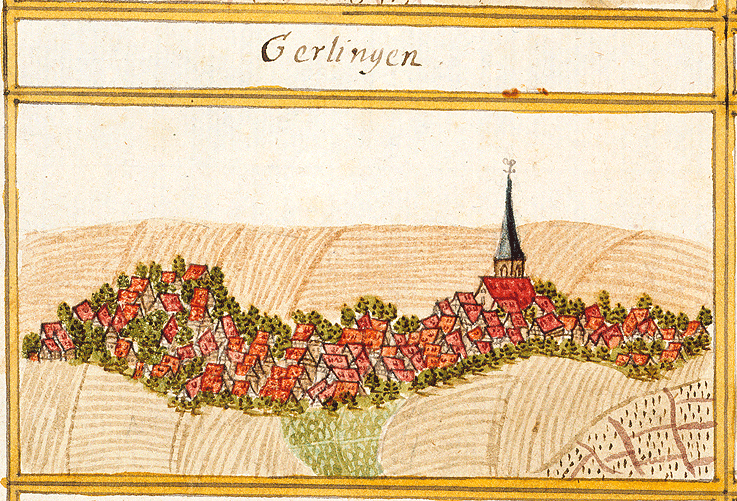
アンドレアス・キーザーが描いた1682年頃のゲルリンゲン

1648年のヴェストファーレン条約締結後、支配領域をかなり東に拡大させたフランス王ルイ14世の統治下に置かれた。その後彼はプファルツ選帝侯位を要求した。1688年、フランスのデュラス元帥はヴュルテンベルク公に多額の財政的要求を突きつけ拒絶された。このためゲルリンゲンにもフランス軍司令官エゼキエル・デュ・マ将軍の軍勢が配置された。ハンガリーでトルコ軍と戦い故郷に戻ったシュヴァーベンの軍隊は、早くも1688年12月にエゼキエル・デュ・マ将軍とその軍勢を駆逐することに成功した。1963年7月、ゲルリンゲンは再びフランス軍に苦しめられた。住民はレオンベルクの市壁内に保護された。ゲルリンゲン周辺の村は、フランス軍によって焼き払われた。ゲルリンゲンは焼き討ちを免れたが、Sauvegardes（防衛監視部隊）を駐在させることを強制され、そのために 600グルデンを支払わなければならなかった。さらに教会の鐘も盗まれた。

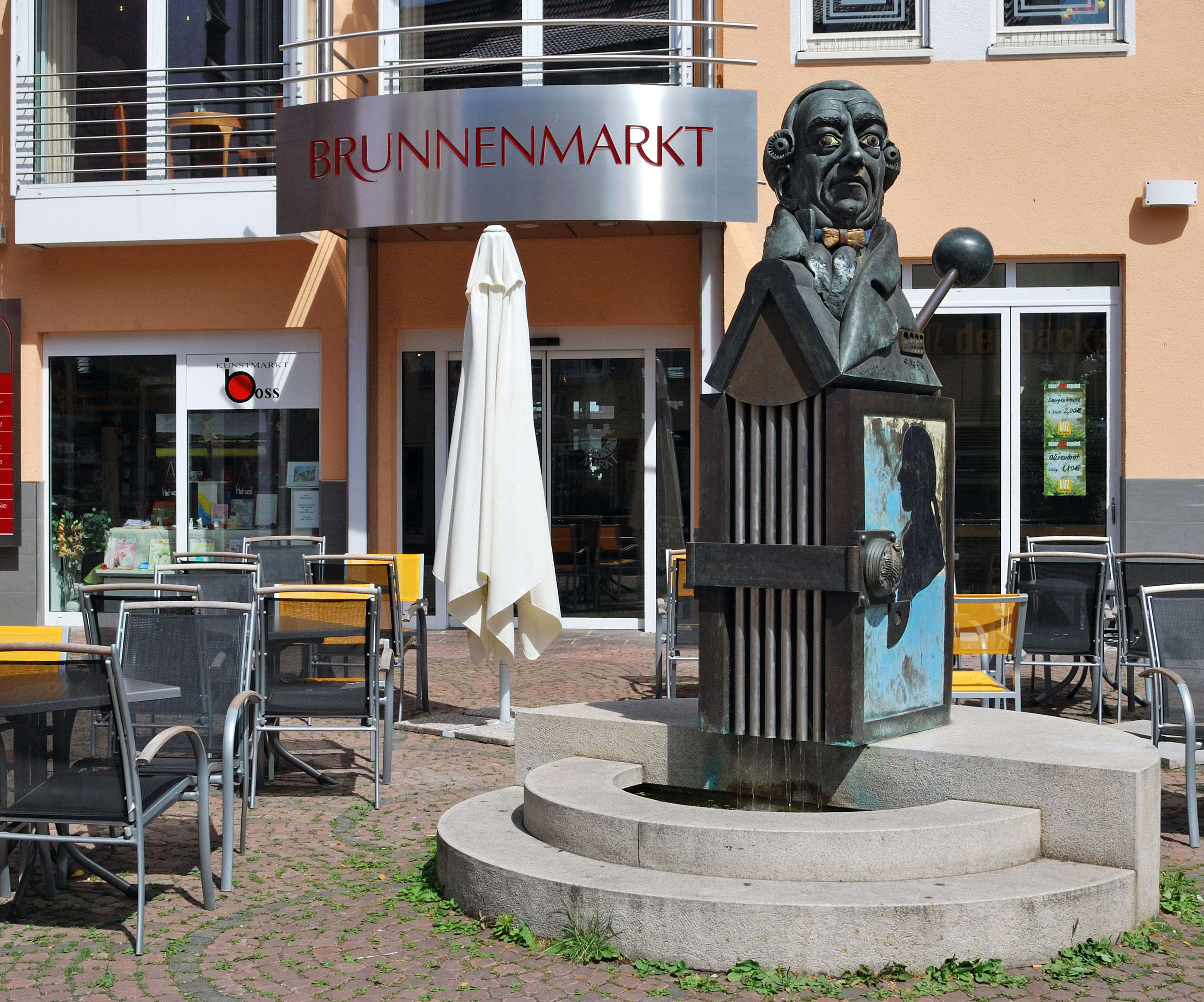
ヨハン・カスパー・シラーの泉

### 18世紀
18世紀のゲルリンゲンは、カール・オイゲン公の慢性的資金不足に悩まされた。そのためゲルリンゲンのゾリトゥーデ城に長く住んでいた有名な詩人フリードリヒ・シラーを追い出しただけでなく、ゲルリンゲン住民を兵士として売り払ったりもした。さらに住民達は常に賦役にかり出され、たとえばゾリトゥーデ城の建設などに従事させられた。
詩人の父ヨハン・カスパール・シラーは、ゾリトゥーデ城（1943年までゲルリンゲンに属していた）で南ドイツ最大の果樹学校を経営しており、このために広大な果樹栽培のための土地を有していた。ヨハン・カスパール・シラーは1796年に、娘のカロリーネ・クリスティアーネ「ナネッテ」シラーと同じゲルリンゲンのペトルス教会に葬られた。

### 19世紀
19世紀初めのヴュルテンベルク王国建国に伴う行政改革で、旧ヴュルテンベルクのオーバーアムト・レオンベルクは存続することとなり、ゲルリンゲンは1938年までこのオーバーアムトに所属した。
19世紀には多くの伝道師がゲルリンゲンから輩出された。このうち2人の著名な人物が、1846年から1875年まで東アフリカで活動してキリマンジャロの「発見者」となったヨハネス・レープマン（1820年 - 1876年）と言語学者のヨハネス・ツィンマーマン（1825年 - 1876年）である。ヨハネス＝レープマン財団は、16世紀に建設されたヨハネス・レープマンの生家を有している。所有者は、1990年代に取り壊されようとしていたこの家を購入し、改修して、一般公開の宣教師室を設けた。

### 20世紀から21世紀
第一次世界大戦では、ゲルリンゲンからの兵士119人が死亡した。終戦後ヴァイマル共和政が産声を上げ、ドイツの女性も投票箱に向かうことが初めて認められた。1919年1月12日に行われた、憲法制定に関する権限を有する州議会議員の選挙のゲルリンゲンにおける投票率は 91.2 % であった。ゲルリンゲンは1926年にフォイエルバッハの市電網に接続した。
ヴァイマル共和政の末期、1933年3月のドイツ国会議員選挙では、ゲルリンゲンで NSDAP が得票率 36.6 % と低迷したのに対して、ドイツ共産党は大きな成功を収めた。しかしゲルリンゲンの町議会は、ドイツの他の街と同様に強制的同一化を受け、目付役のナチ党員の助役が町長パウル・ホーリーを補佐することとなった。共産党員のフリーデリヒ・フローンミュラー、ヴィリー・グラウ、オイゲン・レープマン、社会民主党員のヴィルヘルム・ツェープは、ホイベルク基地に「保護」された。ナチ時代のヴュルテンベルクの行政改革により、ゲルリンゲンは1938年に新設されたレオンベルク郡に編入された。1938年にすべての兵役義務のあるゲルリンゲン住民の招集が始まり、1910年から1928年までに生まれた者は1939年夏に徴兵検査を受けなければならなかった。その1年後にフランス人戦争捕虜が強制労働に就かされた。第二次世界大戦では154人のゲルリンゲン兵士と7人の市民が亡くなった。1942年から1945年までの間に、連合軍の空爆によってゲルリンゲンの68棟の建物が破壊され、多くが損傷を負った。
国家社会主義時代のゲルリンゲンにとって重要な出来事が、1852年からゲルリンゲンに属していたゾリトゥーデを失ったことであった。国家社会主義者らはここにヒトラーユーゲントの地域指導者養成所を計画しており、そのためには1943年には町域の少なくとも 1/4（現在ゲルリンゲンの貯水槽が設けられている地域）をシュトゥットガルトに併合した方が有利だと判断した。戦後住民は、激しい闘争の末にシュトゥットガルトから30万ドイツマルクの補償を勝ち取った。州都はこの地域返還に向けた行動を起こさなかった。
第二次世界大戦後ゲルリンゲンはアメリカ管理地区の一部となり、1945年に新設されたヴュルテンベルク＝バーデン州に属した。1952年にこの州から現在のバーデン＝ヴュルテンベルク州が発足した。
未完に終わったナチの地域指導者養成所跡に、1953年に住民の強い反対を押し切ってシラーヘーエ結核療養所がオープンした。この療養所を母体としてクリーニク・シラーヘーエ、呼吸器学・胸部外科学・呼吸医療センターへ発展した。
1958年6月30日、この町に都市権が与えられた。この街の人口はわずか15年間で3,800人から1万人に増加した。これには、東ヨーロッパから追放された数多くの人々の流入が（それだけではないにせよ）寄与している。
1969年にこの街の人口はそれまでの最高値の約19,000人となり、40年以上の間18,00人から19,000人の間で前後した後、2010年代に約2万人に達した。これと並行して大規模な耕作地、牧草地、および果樹園「シラーシェン」が開発された。
レオンベルク郡の廃止に伴い、ゲルリンゲンは1973年にルートヴィヒスブルク郡に編入された。
経済的発展が第二次世界大戦後にゲルリンゲンを村から都市へと変貌させた。大小多くの工業系企業が進出した。なかでも最も大きな企業がシラーヘーエに本社を置いたロベルト・ボッシュである。サウナを持つプール、市立ホール、新しい学校複合体、新しい多目的ホールが建設された。市立図書館の建物は、建築界では近代建築の好適な作例とされている。
ゲルリンゲンは、平均以上の収入を会計できる都市の1つである。その背景として、シュトゥットガルトに近いこと、交通の便がよいこと、経済状態がよいこと、内市街の外観が印象強いことなどが挙げられるが、他方では多彩なサークル活動、幼稚園が十分に用意されていること、ブドウ畑や果樹園に囲まれたシュトローゴイの景観が得られ森林が市域の約 50 % を占める魅力的な住環境といった立地条件もその要因である。

## 住民

### 人口推移
各時点の市域における人口を示す。数値は人口調査結果 (*) およびバーデン＝ヴュルテンベルク州統計局の公的な研究結果である。

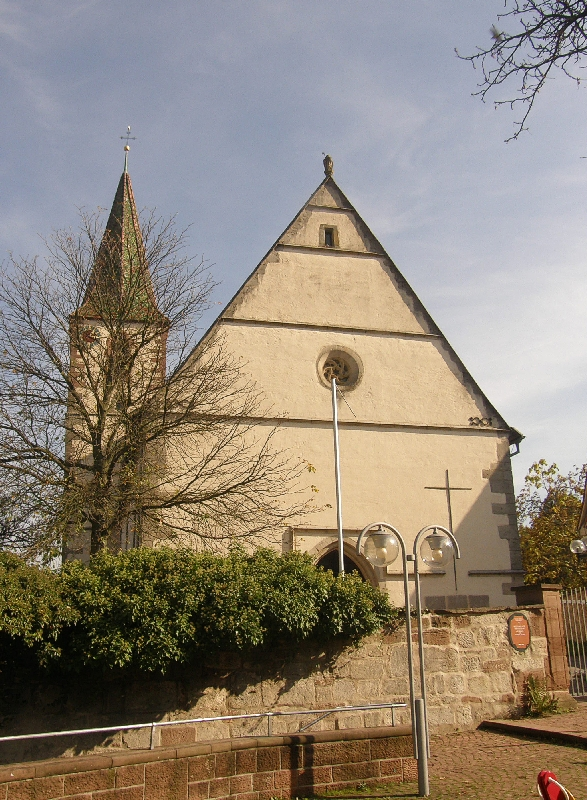
ペトルクス教会

| 時点            | 人口（人） |
| --------------- | ---------- |
| 1871年12月1日 * | 1,820      |
| 1880年12月1日 * | 1,975      |
| 1890年12月1日 * | 2,016      |
| 1900年12月1日 * | 1,909      |
| 1910年12月1日 * | 2,166      |
| 1925年6月16日 * | 2,303      |
| 1933年6月16日 * | 2,817      |
| 1939年5月17日 * | 3,669      |
| 1950年9月13日 * | 5,142      |
| 1961年6月6日 *  | 13,706     |

| 時点             | 人口（人） |
| ---------------- | ---------- |
| 1970年5月27日 *  | 18,191     |
| 1980年12月31日 ¹ | 18,265     |
| 1987年5月25日 *  | 17,938     |
| 1990年12月31日 * | 17,846     |
| 1995年12月31日 * | 17,943     |
| 2000年12月31日 * | 18,457     |
| 2005年12月31日 * | 18.889     |
| 2010年12月31日 * | 19,025     |
| 2015年12月31日 * | 19,450     |
| 2023年12月31日 * | 25,318     |

### 宗教
ゲルリンゲンには、1275年から教会が存在していたことが判っている。現在も街の景観を司っているペトルクス教会は、1463年から1495年に建設された。ヴュルテンベルクで宗教改革がなされた1535年/1536年以後、ゲルリンゲンは主に福音主義の街であった。現在でも市内には4つの福音主義教区が存在する。ローマ＝カトリック教会は第二次世界大戦後に、主にハンガリーからの難民が多く流入したことで成立した。この他に福音主義メソジスト教会、新使徒教会、自由教会組織が存在する。また、エホバの証人の集会所も存在する。

## 行政

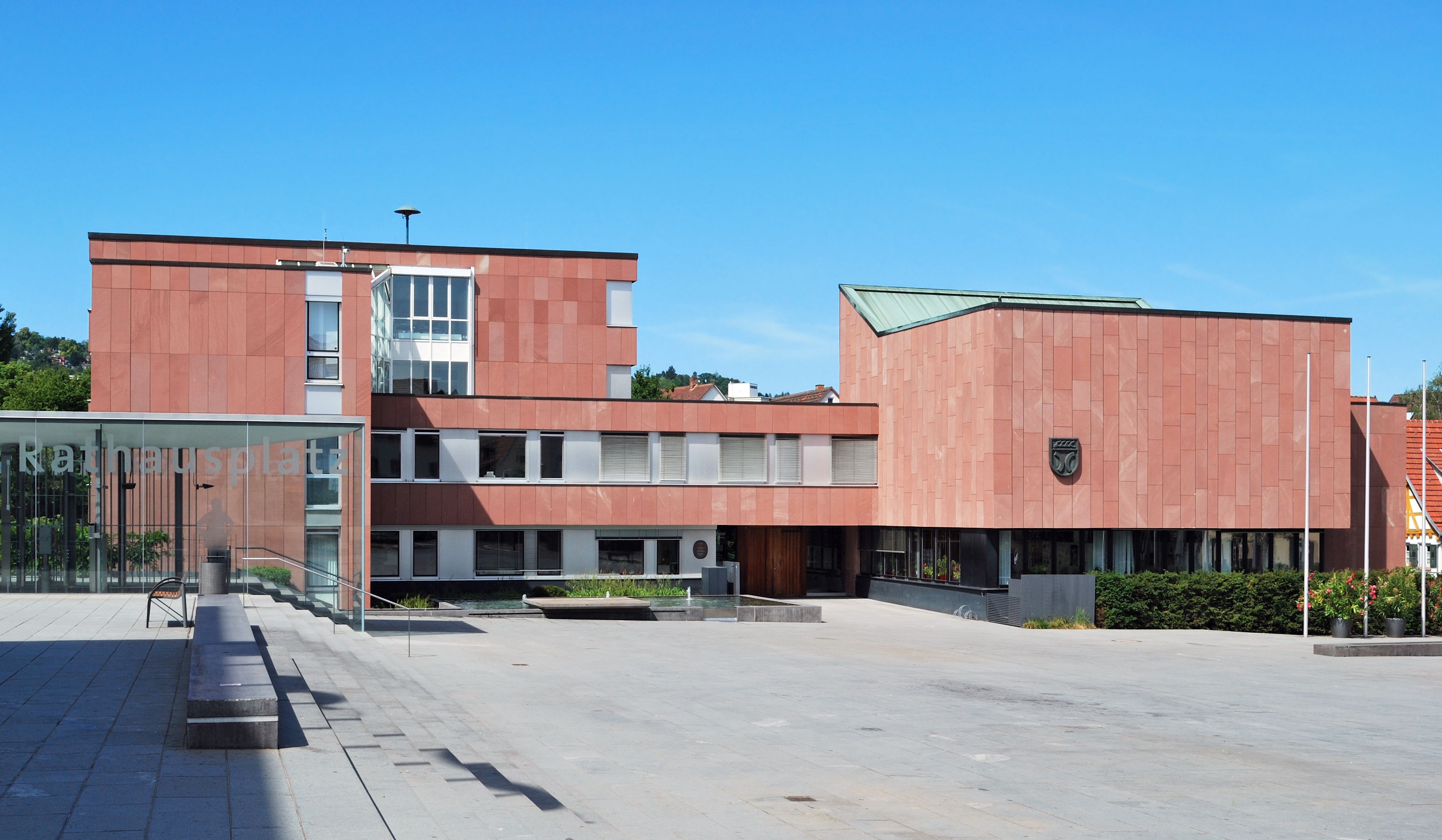
ゲルリンゲン市庁舎

### 議会
ゲルリンゲン市議会の議員定数は22議席である。市議会は、この選出された名誉職の議員と、議長を務める市長からなる。市長は市議会において投票権を有している。

### 首長
- 1955年 - 1983年: ヴィルヘルム・エーバーハルト（無所属）
- 1983年 - 1999年: アルブレヒト・ゼルナー (CDU)
- 1999年 - 2020年: ゲオルク・ブレンナー（無所属）
- 2020年2月 - : ディルク・エストリンゲン[9]（無所属）

### 紋章と旗
紋章は1937年に採択された。頂部は金地で、その中に黒いシカの角。主部は黒字で2本の互いに外を向いた金色のリム。シカの角はヴュルテンベルクに属していたことを示し、リムはゲルリンゲン家の紋章から採られた。ゲルリンゲンの市の旗は黄 - 黒である。

### 姉妹都市
ゲルリンゲンは以下の都市と姉妹都市関係にある:
- ゲフェル（ドイツ語版、英語版）（ドイツ、テューリンゲン州）
- ヴズール（フランス、オート＝ソーヌ県）1964年
- タタ（ハンガリー、コマーロム・エステルゴム県）1987年
- シーハム (ダラム)（英語版）（イギリス、ダラム）1988年

本市は1968年に、バーデン＝ヴュルテンベルク州のハンガリー出身ドイツ人同郷人会に対する保護・協力関係を結んでいる。

## 文化と見所

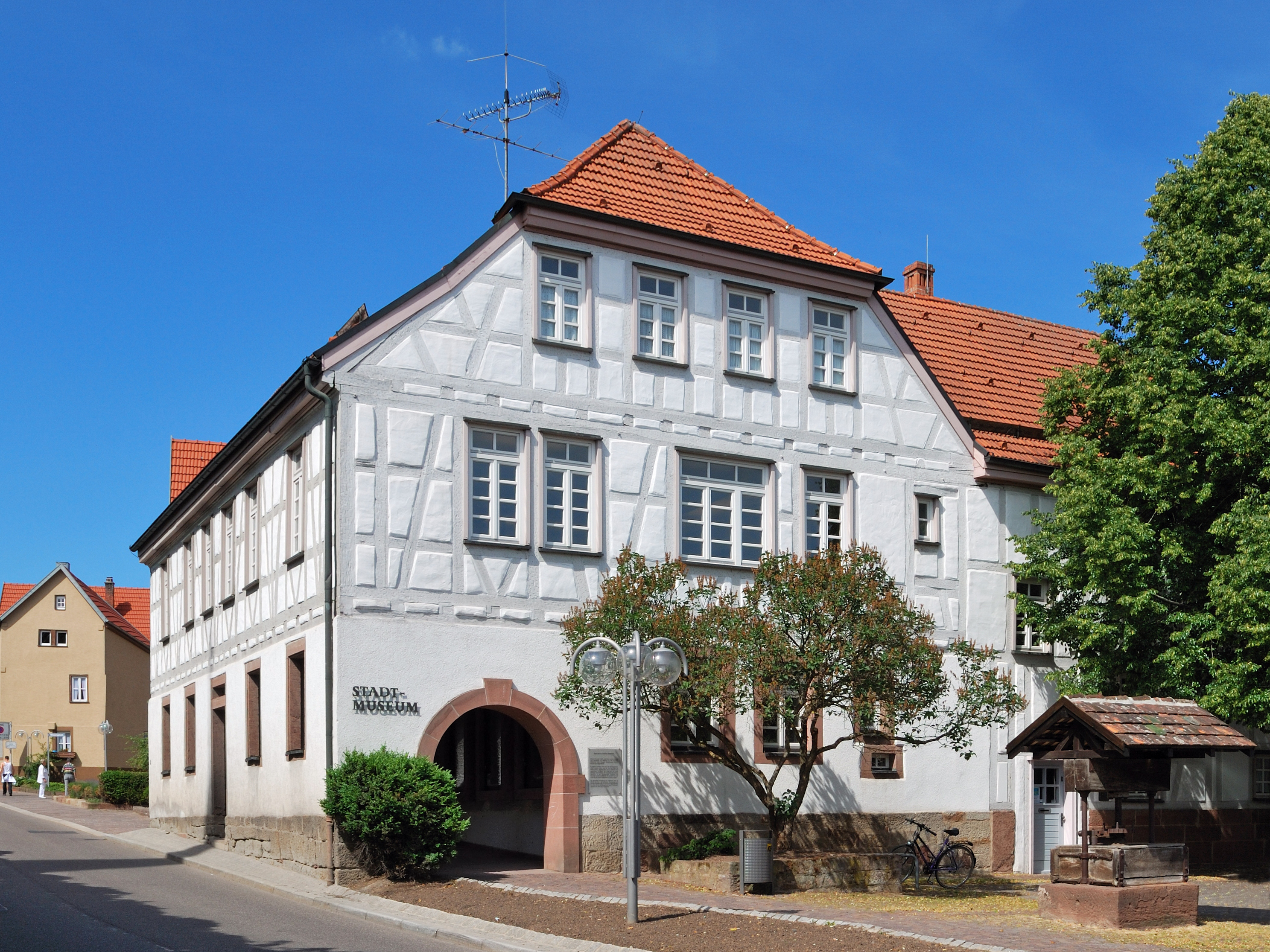
ゲルリンゲン市立博物館

### 博物館
ゲルリンゲンには、市立・郷土博物館の他に、ハンガリー出身ドイツ人博物館がある。

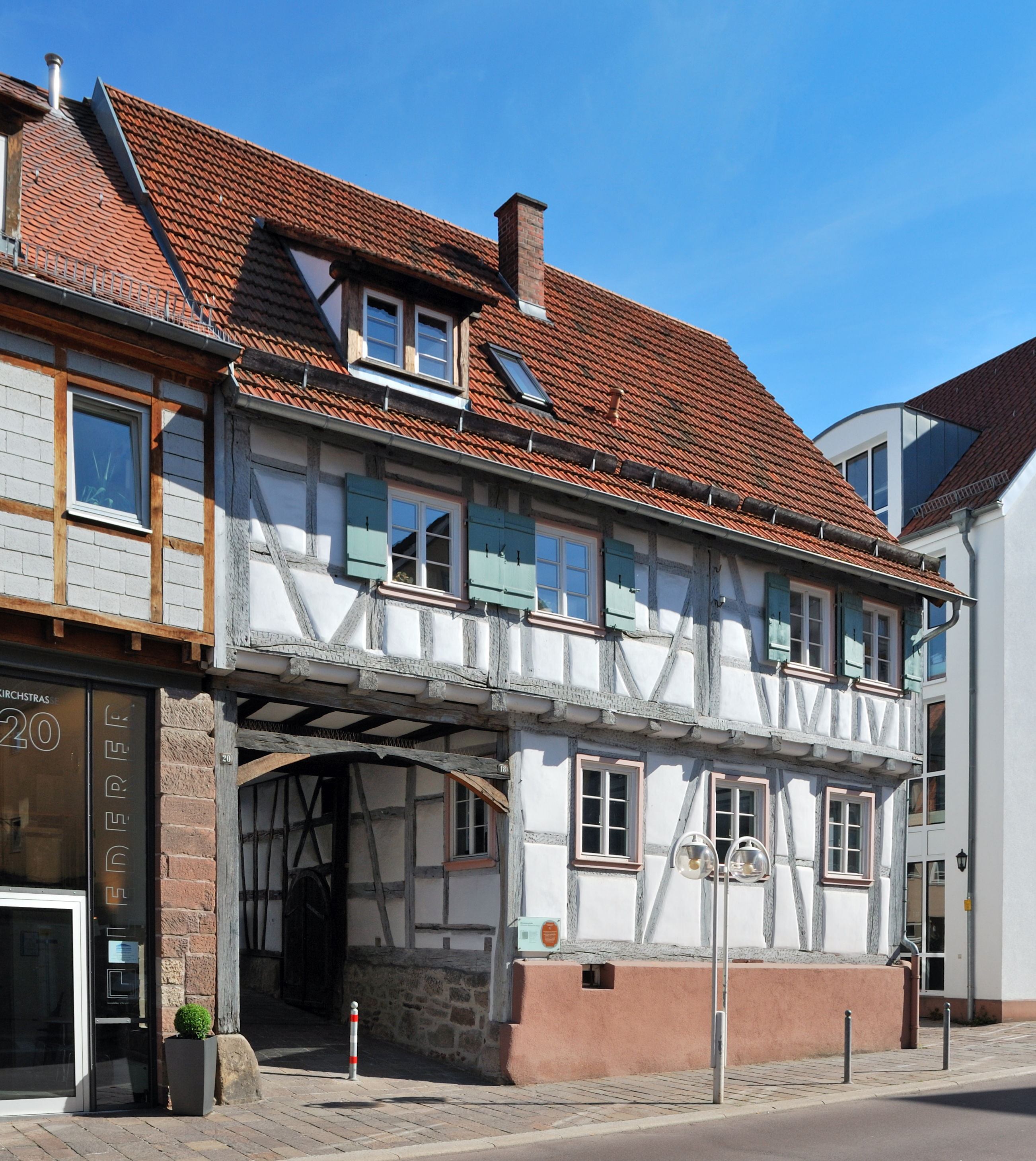
レープマンハウス

### 建築
- 1763年にカール・オイゲン公が建設し、1942年4月1日までゲルリンゲンに属していたゾリトゥーデ城とその周辺の住宅地はシュトゥットガルトに移管され、ボトナング（ドイツ語版、英語版）市区に属した。シラーヘーエの療養所もゾリトゥーデ住宅地に属していたが、1951年にゲルリンゲンに返還された。城は現在シュトゥットガルト＝ヴェストに属している。
- 文学館レープマンハウス（ヨハネス・レープマンにちなんだ名称）はバーデン＝ヴュルテンベルク記念碑協会の「2004年1月の記念碑」に採り上げられた。

### 記念碑
2009年3月13日、芸術家グンター・デムニヒによって、ゲルリンゲンで最初の（そして2020年4月現在唯一の）「躓きの石（ストルパーシュタイン）」de:Stolperstein in Gerlingenが設置された。市立博物館前（ヴァイリムドルファー通り9番地）の歩道に設置された小さな真鍮製のプレートは、1873年生まれで1897年から1927年に病気になるまでゲルリングで手工芸を教えていたヨハンナ・シュヴァイツァーを記念するものである。おそらく鬱病で苦しんでいたこの女教師は1931年にヴァイセナウ療養所に移送された。ヨハンナ・シュヴァイツァーは1940年6月10日に安楽死T4作戦により、グラーフェネック安楽死施設で国家社会主義者によって殺害された。市立博物館の外壁に、ヨハンナ・シュヴァイツァーの運命に対する追悼プレートが掲げられている。

## 経済と社会資本

### ワイン造り
ゲルリンゲンは、ヴュルテンベルク・ワイン地区のヴュルテンベルク・ウンターラント地域シャルクシュタイン大地区に属すワインの産地である。

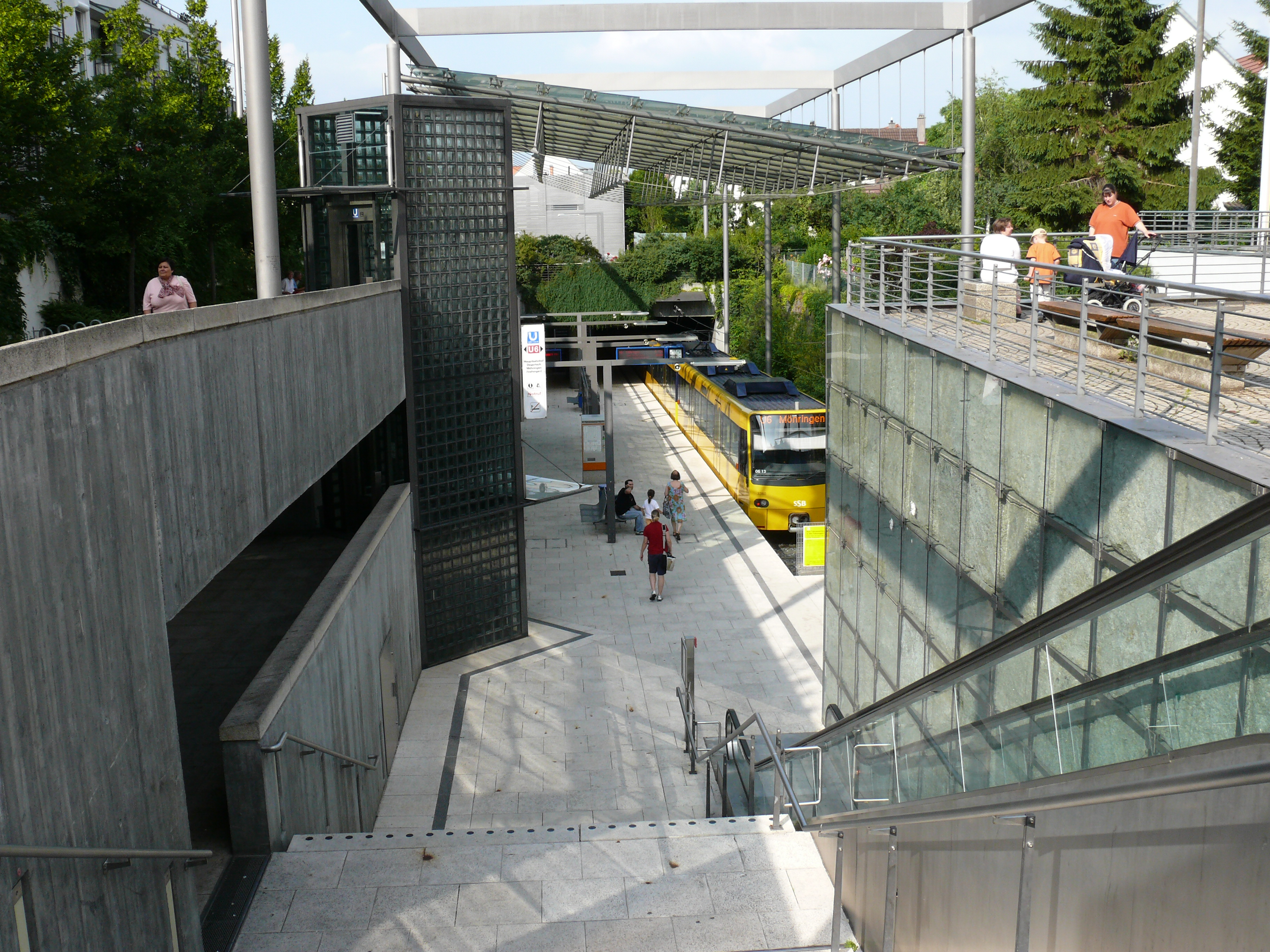
シュトゥットガルト・シュタットバーンのゲルリンゲン駅

### 交通
ゲルリンゲンは、連邦アウトバーン A81号線（シュトゥットガルト＝フォイアーバッハ・インターチェンジから 3 km）によって全国的な道路網に接続している。
シュトゥットガルト・シュタットバーン U6号線（ゲルリンゲン - シュトゥットガルト中央駅 - ファザーネンホーフ）がゲルリンゲンとシュトゥットガルト近郊交通網を結んでいる。

### 地元企業
ゲルリンゲンには、世界最大の自動車部品メーカーであるロバート・ボッシュ GmbH が存在する。この他に特筆すべき企業には、エンドレス＋ハウザー（測定工学）、トルンプフ GmbH + Co KG（機会・設備製造）、ミューライゼン GmbH（精密分野）がある。5つのコンツェルンに属す大手売電業者のシステム連合体であるDEHA-グループはゲルリンゲンに本部を置いている。

### 教育

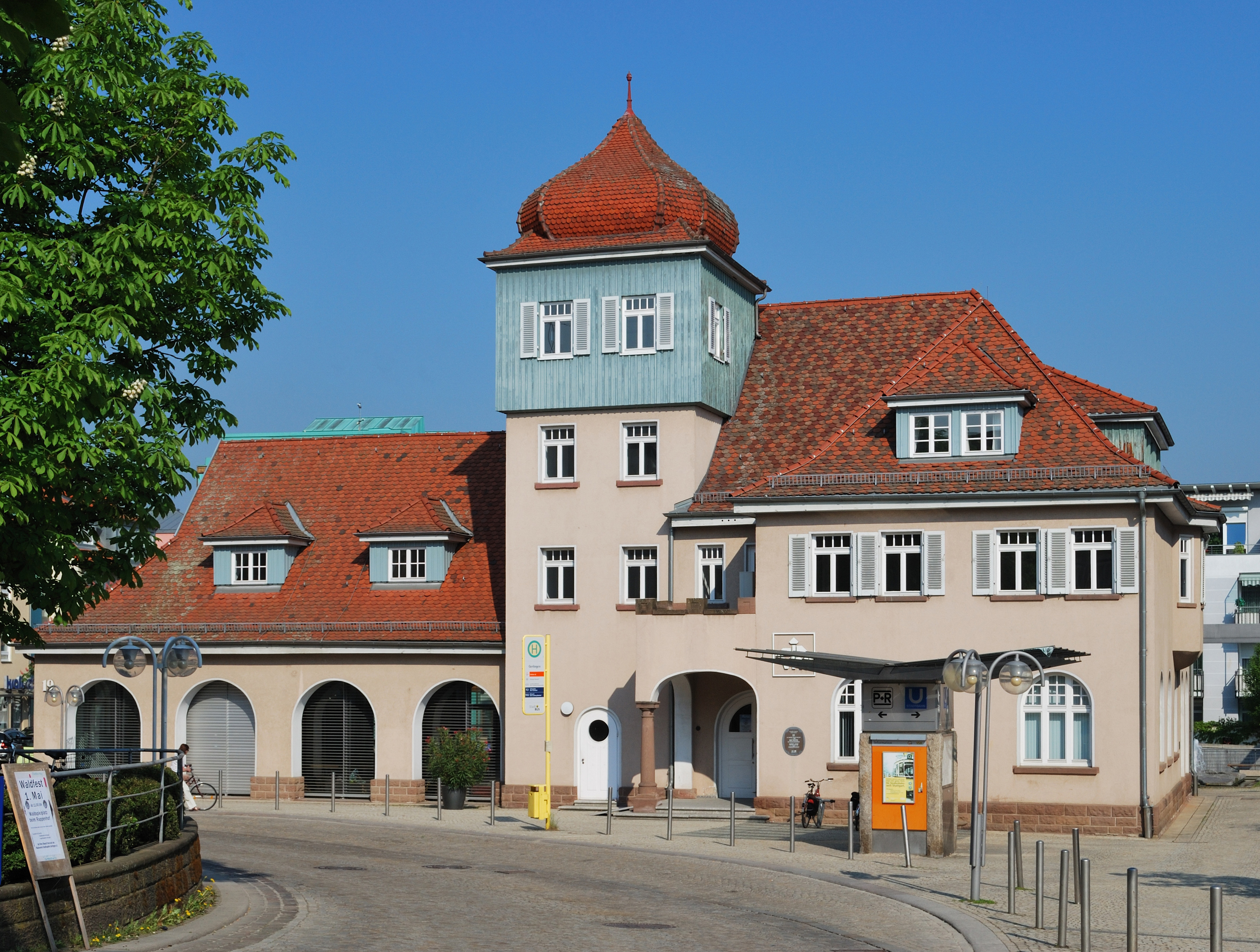
ゲルリンゲン市民大学

ギムナジウム 1校（ロベルト＝ボッシュ＝ギムナジウム）と実科学校 1校の他、ペスタロッツィ＝シューレとブライトヴィーゼンシューレの2校の基礎課程学校がある。さらにペスタロッツィ＝シューレはヴァルトジートルングに分校を有している。本課程学校とヴェルクレアルシューレ は数年前に閉鎖された。幼児については、ゲルリンゲンは幼稚園 5園と託児所 1施設を有している。この他に福音主義教会とローマ＝カトリック教会が運営する幼稚園が2園ずつあり、民営のモンテッソーリ幼稚園もある。
さらに、保護文化財に指定されている旧消防署内に、大規模な市民大学が存在する。

### ライフライン

#### 電力・ガス供給
電力網およびガス網の所有者は、ゲルリンゲンとコルンタール＝ミュンヒンゲンとの共同出資会社シュトローゴイ・エネルギー供給 GmbH & Co. KG および ネッツェ BW GmbH である。ゲルリンゲンには 110 V の変電所があり、これを介してレオンベルクおよびディッツィンゲンに送電している。ディッツィンゲンへの送電は、レオンベルクへの送電とは異なり、2つの回路を有しており、20 kV の回路が運用されている。

#### 上水道供給
市域全域は、市が所有しているゲルリンゲン市立上水道により、専らボーデン湖水供給会社からの飲料水が供給されている。

#### 下水道
下水処理は、シュトゥットガルトが 60 %、ディッツィンゲンが 40 % を所有し、シュタットエントヴェッセルング・シュトゥットガルト (SES) が運営するディッツィンゲン・グループ汚水処理場によって浄化される。浄化された水はグレムス川に放出される。

#### 塵芥処理
塵芥処理は、ルートヴィヒスブルク郡の 100 % 子会社のルートヴィヒスブルク郡塵芥処理会社 (AVL) が行っている。AVLは、ルートヴィヒスブルク郡の委託を受けてゴミの削減、再利用、廃棄といった処理を行っている。

## 人物

### 出身者
- ヨハネス・レープマン（ドイツ語版、英語版）（1820年 - 1876年）宣教師、言語学者、地理学者。1848年にキリマンジャロを「発見」した。

### ゆかりの人物
- ライナー・ヴィーラント（ドイツ語版、英語版）（1957年 - ）弁護士、政治家。欧州議会副議長。1975年から1980年までゲルリンゲン青年連合の地区代表を務めた。

### 訳注
1. ↑  ヴェルクレアルシューレ (ドイツ語: Werkrealschule) は、ドイツ内でもバーデン＝ヴュルテンベルク州特有の学校形態で、本課程学校の第9または第10学年修了の生徒から選抜で第10学年以降の中等教育クラスに進学できる制度およびその課程